# Вигоња (Ђенова)
Вигоња је насеље у Италији у округу Ђенова, региону Лигурија.
Према процени из 2011. у насељу је живело 23 становника. Насеље се налази на надморској висини од 679 м.